# Jeep Grand Wagoneer
Le Jeep Grand Wagoneer est un SUV familial 7 places produit par le constructeur automobile américain Jeep à partir de 2021.

## Présentation
Le directeur général du groupe Fiat, Sergio Marchionne, a annoncé en janvier 2011 lors de sa conférence de presse au salon international de l'automobile d'Amérique du Nord de Détroit, que le nom de « Grand Wagoneer » serait relancé avec un nouveau SUV de sept places « de taille supérieure », qui devrait être mis en étude en 2013. Le 2 septembre 2013, la direction de Chrysler annonce que la production du nouveau Grand Wagoneer est repoussée en 2015 pour permettre à la Dodge Durango pour trouver un public, mais utilisera le concept du Grand Wagoneer comme base d'un SUV de luxe de grande dimension qui viendra concurrencer les Cadillac Escalade et Lincoln Navigator, dont les refontes ont été mises en vente en 2014.
Le 9 juin 2015, FCA a annoncé qu'elle dévoilerait une nouvelle version du Grand Wagoneer full-size lors de la convention de ses concessionnaires le 25 août 2015. Cependant, en août 2015, Fiat a annoncé que la production du prochain remplaçant du Grand Cherokee serait retardée pour 2018. Il devrait être construit à l'usine de SUV de Warren tandis que le Ram 1500 de nouvelle génération sera construit à l'usine de Sterling Heights. Le 18 octobre 2016, Jeep a publié des photos teaser du Grand Wagoneer, qui indiquaient qu'il serait basé sur le Dodge Durango de troisième génération et présenté en tant que modèle de 2019. Le plan a encore été retardé.
Le 5 décembre 2019, des images d'espion ont fait surface, montrant FCA testant un Jeep Wagoneer utilisant une carrosserie de RAM 1500 sur un châssis de SUV; on ne savait pas à l'époque s'il y aurait un Grand Wagoneer pour l'accompagner à ce stade, mais FCA a plus tard confirmé qu'il y aurait un compagnon à empattement long. En raison de la pandémie de COVID-19 de 2020, FCA a retardé le début de la production d'au moins trois mois et devait lancer cette version full-size début 2021 en tant que modèle de 2022,,.
Le 3 septembre 2020, Jeep a présenté le concept Jeep Grand Wagoneer, qui préfigure le prochain Grand Wagoneer commercialisé en 2021. Le SUV se distingue par une silhouette massive avec des phares oblongs et une calandre multi-trous. Une caractéristique est l'absence de marquage du fabricant sur la carrosserie et dans l'habitacle au profit d'emblèmes avec le nom du modèle. Le Jeep Grand Wagoneer de série est présenté le 11 mars 2021. Les premiers modèles devraient être expédiés plus tard dans l'année, avec une disponibilité générale chez les concessionnaires à partir d'octobre 2021.
Une version électrique du Jeep Grand Wagoneer, proposant jusqu'à 640 km d'autonomie, est prévue. Elle sera lancée en 2024 aux États-Unis, puis en 2025 en Europe. Présentée en septembre 2022, cette nouvelle Jeep se distingue d'autres modèles de la gamme par ses optiques effilées, sa fine calandre et son bandeau de feux à l'arrière.

## Caractéristiques techniques
Le SUV repose sur le châssis poutre du Dodge Ram de 5e génération.
Il dispose de série de la transmission intégrale Quadra-Drive II dotée d'un différentiel arrière électronique à glissement, de la suspension pneumatique Quadra-Lift et de la gestion de la motricité de traction Selec-Terrain. Celle-ci comprend cinq modes de conduite : Snow (neige), Sand (sable), Auto (automatique), Mud (boue) ou Rock (rochers). Le système à quatre roues motrices permanentes Quadra-Trac sera également ajouté à la gamme.

### Technologies
La suite d'infodivertissement UConnect 5 de cinquième génération est disponible en 10,1" dans le Wagoneer ou en 12" dans le Grand Wagoneer. Les deux ont des écrans haute résolution. Les autres fonctionnalités incluent Amazon Alexa, intégration sans fil des smartphones Apple CarPlay et Android Auto, radio satellite SiriusXM avec 360L, services SiriusXM Travel Link et UConnect Guardian alimenté par SiriusXM. Un assistant virtuel intégré est également disponible en option.
Deux systèmes audio McIntosh haut de gamme sont disponibles sur le Wagoneer et le Grand Wagoneer : un système à 19 haut-parleurs avec amplificateur de 950 watts et subwoofer de 10", et un système McIntosh plus grand à 23 haut-parleurs avec amplificateur de 1 375 watts et subwoofer de 12".

### Motorisations
| Moteur                             | Cylindrée                     |
| ---------------------------------- | ----------------------------- |
| V8 HEMI de 5,7 L avec eTorque MHEV | 5654 cm3 (345,0 pouces cubes) |
| V8 HEMI de 6,4 L                   | 6417 cm3 (391,6 pouces cubes) |

### Transmission
La boîte automatique TorqueFlite à 8 vitesses de Stellantis sera le choix de transmission exclusif. Elle est basée sur la transmission ZF 8HP.

## Finitions
Le Wagoneer et le Grand Wagoneer sont proposés en trois niveaux de finition : 
- Series I
- Series II
- Series III
- Obsidian (uniquement sur Grand Wagoneer)[18].

## Concept car
Le 3 septembre 2020, le constructeur dévoile le Jeep Grand Wagoneer concept préfigurant la version de série commercialisée à partir de 2021 et basée sur la plateforme technique du Dodge Ram. Celui-ci est motorisé par un V8 5.7 hybride rechargeable.